# Giuseppe Regali
Giuseppe Regali (Belgioioso, 23 luglio 1948) è un ex calciatore italiano, di ruolo centrocampista.

## Caratteristiche tecniche
Regali è stato un centrocampista centrale, con compiti di mezzala o di regista.

## Carriera
Esordisce nel Constantes Belgioioso, da cui nel 1966 passa al Pavia, in Serie D. Vi rimane per due stagioni, ottenendo una promozione e una retrocessione, prima di passare nel 1968 al Monza e quindi al Parma, di nuovo in Serie D. Con i ducali ottiene la promozione in Serie C, al termine del campionato 1969-1970, e tre stagioni più tardi è titolare nella formazione che conquista la Serie B dopo lo spareggio contro l'Udinese.

Regali (in piedi, quarto da sinistra) nel Piacenza 1975-1976

Debutta tra i cadetti nel campionato 1973-1974, disputando 24 partite di campionato e contribuendo al quinto posto finale. Tuttavia a fine stagione non viene riconfermato, a causa di incomprensioni con il direttore sportivo Luigi Del Grosso: passa quindi al Piacenza di Giovan Battista Fabbri, in un affare che porta al Parma Corbellini e Barone. Nella formazione biancorossa diventa titolare a centrocampo, con Lorenzo Righi e Giorgio Gambin, e ottiene la sua seconda promozione tra i cadetti.
Nel campionato 1975-1976 viene nominato capitano: scende in campo in 34 occasioni realizzando una rete, nell'annata che vede i biancorossi retrocedere perdendo tutte le ultime 5 partite. Rimane a Piacenza per un'ulteriore annata di Serie C, e nel novembre 1977 fa ritorno al Pavia, che lo aveva lanciato, accettando il declassamento in Serie D.
Nel Pavia diventa immediatamente leader della formazione azzurra, che conquista la promozione in Serie C2 vincendo il proprio girone. Regali rimane con i galloni di regista e capitano fino al 1981; in quell'anno la riforma del professionismo nel calcio impedisce a Regali di proseguire l'attività agonistica, in quanto regolarmente impiegato come bancario.
In carriera ha totalizzato 453 presenze con 32 reti, con 58 apparizioni nel campionato di Serie B.

## Palmarès
- Campionato italiano Serie D: 3

Pavia: 1966-1967 (girone A); 1977-1978 (girone B)
Parma: 1969-1970 (girone B)
- Campionato italiano Serie C: 2

Parma: 1972-1973 (girone A)
Piacenza: 1974-1975 (girone A)